# Brattabergets naturreservat
Brattaberget är ett naturreservat i Jönköpings kommun i Småland.

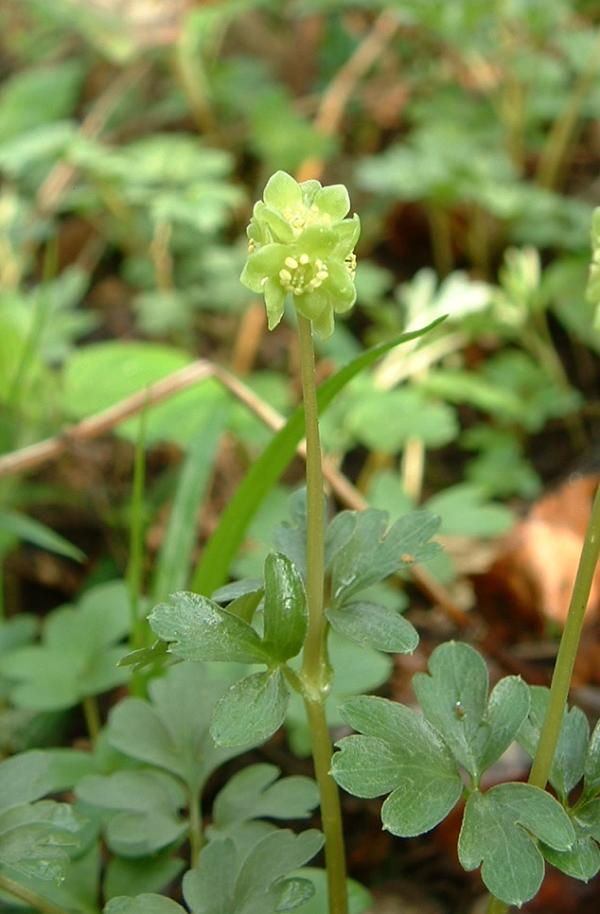
Desmeknopp

Området är 68 hektar stort och är skyddat sedan 1990. Det är beläget 8 km nordost om Gränna i ett område som kallas Östra Vätterbranterna. Där finns granskog, blandskog, ädellövskog, bäckdal, gamla åker- och betesmarker.
I naturreservatet växer mest av inplanterad gran. Där finns även löv- eller ekblandskog. Skyddsvärdena finns i reservatets naturskogslika områden som mest består av blandskog. Många träd är gamla och grova, täckta med lavar och mossor. 
I området finner man växter såsom tandrot, underviol, sårläka, lungört, långsvingel och myskmadra. I ett bäckområdet växer till exempel  gullpudra, strutbräken, desmeknopp och springkorn.